# Gloucester Rugby
Il Gloucester Rugby Football Club è un club professionistico britannico di rugby a 15. Sito a Gloucester è affiliato alla federazione inglese e milita in Aviva Premiership.

## Storia
Il Gloucester Rugby Football Club nasce il 13 settembre 1873. Nel 1876 il club stabilisce la propria sede alle terme di Gloucester. Durante i primi anni, il Gloucester Rugby si dimostra una forza dominante della palla ovale. Nella stagione 1879-80, infatti, vince diciassette partite e ne perde solamente due.
Nel 1891 il club lascia le terme e si trasferisce allo stadio di Kingsholm, che diventa la sede permanente. La prima partita allo stadio di Kingsholm viene giocata il 10 ottobre 1891 contro il Burton.
Durante il corso degli anni venti, il Gloucester Rugby Football Club lancia il celebre giocatore Tom Voyce. Quest'ultimo rimarrà attivo nella squadra (prima come giocatore e poi come amministratore) per ben 54 anni. Nel 1926 viene costruita una nuova tribuna a Kingsholm, aumentando la capienza dello stadio. Nel 1932, tuttavia, questa nuova tribuna viene distrutta da un incendio.

Logo dal 2005 al 2018

Nel 1972 il Gloucester Rugby vince il primo trofeo, aggiudicandosi la prima edizione del “National Knock-Out competition” dopo aver battuto il Mosely allo Stadio di Twickenham. Nel 1978 la squadra vince la prima edizione ufficiale della John Player Cup, giocata a Twickenham, battendo il Leicester Tigers con il risultato di 6 a 3.
Nel 1982 il Gloucester si aggiudica nuovamente la John Player Cup. Questo successo si rivela l'unico degno di nota per tutto il corso degli anni ottanta. Il club, infatti, sfiora la vittoria del massimo campionato inglese in due diverse stagioni, ma conclude sia il campionato del 1988-89 che quello del 1989-90 al secondo posto, battuto in classifica in entrambe le occasioni dai rivali del Bath Rugby.
Nel 1995 il Gloucester diventa un club professionistico. Inizialmente, la mancanza di investimenti ostacola la crescita del club. Nel 1997 Tom Walkinshaw diventa proprietario del Gloucester Rugby, e l'ex capitano francese Phillpe Saint Andre viene ingaggiato per sostituire Richard Hill come allenatore del club.
Nel campionato 1999-00 il Gloucester Rugby viene sconfitto dal Leicester Tigers nelle semifinali dell'Heineken Cup. Nella stagione 2002-03 il Gloucester conquista nuovamente la Coppa Anglo-Gallese. Lo stesso anno il Gloucester vince la regular season  della English Premiership, classificandosi al primo posto con un totale di 82 punti, ma viene sconfitto dal London Wasps nella finale dei playoff.
Nel campionato 2005-06 il Gloucester si aggiudica la European Challenge Cup, imponendosi sul London Irish per 36 a 34. Nella stagione 2006-07 il Gloucester rivince la regular season  della English Premiership, ma viene nuovamente sconfitto nella finale dei playoff, questa volta dal Leicester Tigers.
Il 20 marzo 2011 il club vince la Coppa Anglo-Gallese, battendo il Newcastle Falcons in finale con un risultato di 34 a 7.

## Palmarès
- Coppe Anglo-Gallesi: 5
1971-72, 1977-78, 1981-82, 2002-03, 2010-11
- Challenge Cup: 2
2005-06, 2014-15

## Giocatori celebri
I seguenti giocatori hanno rappresentato la loro nazionale alla Coppa del Mondo di rugby mentre giocavano per il Glocester:
- 1991:  Mike Teague
- 1995:  Richard West,  Ian Smith
- 1999:  Neil McCarthy,  Phil Vickery,  Junior Paramore,  Terry Fanolua
- 2003:  Phil Vickery,  Trevor Woodman,  Andy Gomarsall,  Rodrigo Roncero,  Thinus Delport,  Terry Fanolua
- 2007:  Will James,  Gareth Cooper,  Marco Bortolami,  Rory Lawson,  Chris Paterson
- 2011:  Mike Tindall,  Scott Lawson,  Jim Hamilton,  Alasdair Strokosch,  Rory Lawson,  Akapusi Qera,  Eliota Fuimaono-Sapolu
- 2015:  Ben Morgan,  Jonny May,  Ross Moriarty,  James Hook,  Greig Laidlaw ,  Mariano Galarza,  Sione Kalamafoni,  David Halaifonua
- 2019:  Willi Heinz,  Jonny May,  Chris Harris,  Jake Polledri,  Callum Braley,   Franco Mostert
- 2023:  Jonny May,  Stephen Varney,  Louis Rees-Zammit,  Albert Tuisue,  Chris Harris,  Matías Alemanno,  Santiago Carreras,  Mayco Vivas.